# Mielichhoferia pleurogyna
Mielichhoferia pleurogyna là một loài rêu trong họ Bryaceae. Loài này được Mont. mô tả khoa học đầu tiên năm 1845.